# Déformation professionnelle
Der französische Ausdruck Déformation professionnelle (deutsch etwa „beruflich bedingte Missbildung“) ist ein Wortspiel, das die Neigung bezeichnet, eine berufs- oder fachbedingte Methode oder Perspektive unbewusst über ihren Geltungsbereich hinaus anzuwenden. Auf fachfremde Themen oder Situationen angewendet, kann das zu einer eingeengten Sichtweise, zu Fehlurteilen oder zu sozial unangemessenem Verhalten führen.  Es ist eine mit der Ausübung eines Berufes einhergehende Veränderung der Persönlichkeit in Richtung Stereotyp dieses Berufs (berufliche Sozialisation).
Der Ausdruck ist eine Verballhornung des französischen Begriffs Formation professionnelle für Berufsausbildung oder berufliche Fortbildung, auf den er sich in ironischer Weise bezieht. Er geht vermutlich auf einen Aufsatz des belgischen Soziologen Daniel Warnotte von 1937 zurück.
Beispiele für eine Déformation professionnelle sind Lehrer, die auch privat dozieren und korrigieren, ein Polizist, der auch außer Dienst überall Gesetzesbrecher sieht, oder ein Musiker, der nicht mehr mit Genuss Musik hören kann, weil er nicht anders kann, als sie fachlich zu analysieren.